# Иванченко, Михаил Михайлович
Михаил Михайлович Иванченко (род. 10 ноября 1977 года, Ногинск, Московская область, СССР) — российский борец греко-римского стиля и тренер.

## Биография
Родился 10 ноября 1977 года в городе Ногинск Московской области, проживает в Ногинске. Чемпион и призёр чемпионатов Европы, трехкратный обладатель Кубка мира по греко-римской борьбе, кандидат педагогических наук, старший тренер сборной России по борьбе греко-римского стиля. Рост 173 см. Вес 74 кг.

## Образование и спортивная карьера
окончил Российский государственный университет физической культуры.

Тренеры — Д. Антонкин (первый тренер), заслуженный мастер спорта, заслуженный тренер СССР В. М. Игуменов.

В сборной команде России с 1997 по 2008 год.

Выступал за Академию спортивных единоборств, Российскую Армию (Москва) и СК «Витязь» (Подольск).

Завершил спортивную карьеру в 2008 году.

Заслуженный тренер России (2013).

Старший тренер сборной команды России по греко-римской борьбе, ответственный за весовую категорию до 75 кг.

## Спортивные достижения
Заслуженный мастер спорта (греко-римская борьба).

Чемпион Европы (2004 год — в весовой категории до 74 кг).

Серебряный (2001 год — в весовой категории до 69 кг) и бронзовый (2007 год — в весовой категории до 74 кг) призёр чемпионатов Европы.

Чемпион России (2001, 2003 года — в весовой категории до 74 кг).

Серебряный (2005 год — в весовой категории до 74 кг) и бронзовый (2008 год — в весовой категории до 74 кг) призёр чемпионатов России.

Обладатель Кубков мира (2001 год — в весовой категории до 69 кг; 2003 год — в весовой категории до 74 кг; 2008 — в составе команды).

Чемпион мира среди военнослужащих (2002 год — в весовой категории до 74 кг).

## Награды
Орден «За заслуги перед Отечеством»